# Rosa pisocarpa
Rosa pisocarpa — вид рослин з родини розових (Rosaceae); поширений на західному узбережжі Північної Америки.

## Опис
Кущі, нещільно скупчені або в густих заростях. Стебла від висхідних до прямовисних, (2)4–20(25) дм, відкрито гіллясті. Кора ± сиза в молодому віці, темно-червонувато-коричнева або тьмяно-червона з віком, гола. Підприлисткові колючки зазвичай парні, прямовисні, рідко вигнуті, зазвичай шилоподібні, 2–10 × 2–4 мм; міжвузлові колючки рідкісні або відсутні. Листки 5–10(13) см. Прилистки 8–22 × 2–5 мм. Ніжки й ребра іноді з колючками, голі або волохаті, іноді залозисті. Листочків 5–7(9); ніжки 8–12 мм; пластинки еліптично-яйцюваті, (15)20–45(60) × 9–16(20) мм, основа від клиноподібної до тупої, поля зубчасті, верхівка гостра, іноді тупа, низ блідо-зелений, зазвичай мало-запушений, не залозистий, верх зелений, тьмяний, голий, рідко запушений. Суцвіття — 1–12-квітковий щиток, іноді волоть або поодинокі квіти. Квітки діаметром 2.4–3.8 см. Чашолистки розлогі, яйцювато-ланцетні, 10–17 × 1.5–3 мм, кінчик 3–7(10) × 1.5–2.5 мм, краї цілі. Пелюстки поодинокі, від рожевих до насичено-рожевих, 12–18 × 10–18 мм. Плоди шипшини яскраво-червоні, кулясті, іноді майже кулясті або яйцюваті, 7–15 × 7–13 мм, м'ясисті, голі, не залозисті, рідше залозисті, шийка (0)1–1.5 × 1.5–3.5 мм; чашолистики стійкі, випростані. Сім'янок 5–35, жовтувато-коричневі, 3–4 × 1.5–2.5 мм. 2n = 14, 28.
Період цвітіння: червень — серпень.

## Поширення
Поширений на півдні Британської Колумбії, на заході Орегоні, на заході Вашингтону, на півночі Каліфорнії.
Населяє узбережжя, береги річок, прибережні райони, відкриті та низькі місця, осокові луки, болота, придорожні живоплоти, зарості, гірський дубовий пояс, окрайці луків, узбіччя доріг у лісах, сезонно вологі відкриті ділянки середньо-гірних лісів; на висотах 30–2100 м.